# Mortery
Mortery ist eine französische Gemeinde mit 139 Einwohnern (Stand: 1. Januar 2022) im Département Seine-et-Marne in der Region Île-de-France. Sie gehört zum Arrondissement Provins und zum Kanton Provins. Die Einwohner werden Morterois genannt.

## Geographie
Mortery liegt in der Region Brie etwa 42 Kilometer südöstlich von Paris. Umgeben wird Mortery von den Nachbargemeinden Saint-Hilliers im Norden, Rouilly im Osten, Provins im Süden und Südosten, Vulaines-lès-Provins im Süden und Südwesten sowie Chenoise-Cucharmoy im Westen und Nordwesten.

## Bevölkerungsentwicklung
| Jahr                      | 1962 | 1968 | 1975 | 1982 | 1990 | 1999 | 2006 | 2012 |
| Einwohner                 | 128  | 116  | 87   | 104  | 149  | 153  | 169  | 164  |
| Quelle: Cassini und INSEE |      |      |      |      |      |      |      |      |

## Sehenswürdigkeiten
- Altes Siechenhaus aus dem 10. Jahrhundert